# Getingstaliden
Getingstaliden är ett naturreservat som ligger  mellan Björna och Gideå i Örnsköldsviks kommun.

## Bildande av reservat
Getingstaliden uppmärksammades redan vid den rikstäckande urskogsinventeringen i slutet av 1970-talet. Området inventerade även 1995 vid Skogsvårdsstyrelsens nyckelbiotopsinventering. Länsstyrelsen har senare inventerat Getingstaliden 1996 och 1999.
Det dröjde dock till 2006 innan området blev naturreservat. 70 hektar gammelskog sattes då av, framför allt granskog, men även några lövrika partier i den västra delen av reservatet. Skogen har blädats i början av 1900-talet, men har sedan fått stå orörd.

## Lavflora
Som i de flesta gammelskogar finns det gott om hänglavar. Vanligast är garnlaven (Alectoria sarmentosa). På några ställen växer det rödlistade långskägglaven (Usnea longissima). En annan sällsynt art är violettgrå tagellav (Bryoria nadvornikiana). Bland övriga arter kan nämnas doftskinn (Cystostereum murrayi), lappticka (Amylocystis lapponicus), rosenticka (Fomitopsis rosea), blackticka (Junghuhnia collabens) och rynkskinn (Phlebia mellea).